# 9950 ESA
9950 ESA è un asteroide near-Earth. Scoperto nel 1990, presenta un'orbita caratterizzata da un semiasse maggiore pari a 2,4404406 UA e da un'eccentricità di 0,5302361, inclinata di 14,58669° rispetto all'eclittica.